# موزه ژاکمار-آندره

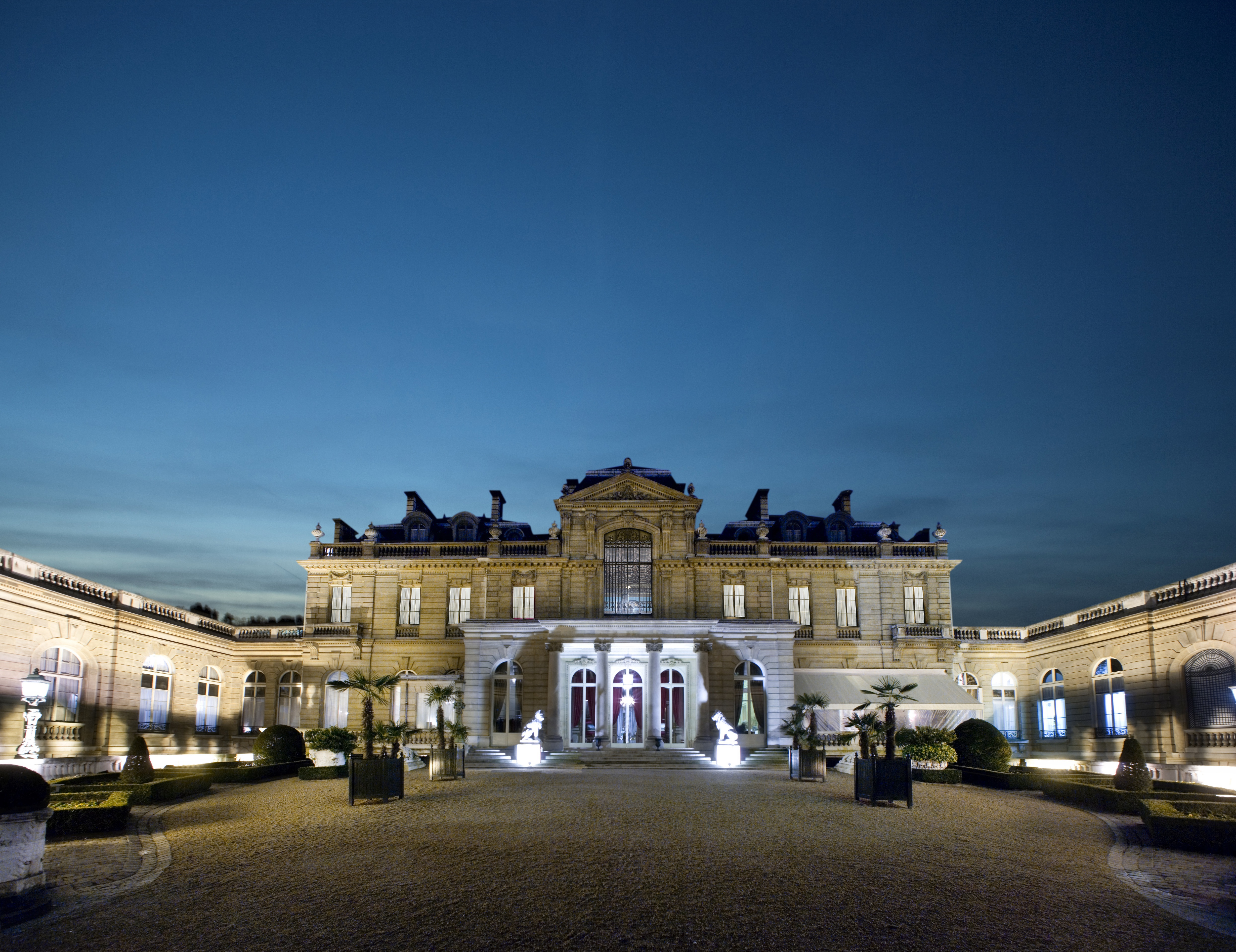
موزه ژاکمار-آندره

موزه ژاکمار-آندره (فرانسوی: Musée Jacquemart-André‎) یک موزه خصوصی در بلوار اوسمان، منطقه ۸ پاریس است که در سال ۱۹۱۳ تاسیس شده ست.

## مجموعه
این موزه شامل آثار هنرمندانی همچون لوئیز الیزابت ویژه لوبرن، جووانی بلینی، فرانچسکو بتیچینی، لوکا سینیورلی، چیما دا کونلیانو، پیترو پروجینو، پائولو آچلو، کانالتو، ژان-مارک ناتیه، رامبرانت، آنتونی فان دیک، فرانس هالس، جامباتیستا تیه‌پولو، ژاک-لویی داوید، تامس لاورنس، جاشوا رینولدز، توماس گینزبرا، جان لورنتسو برنینی، ساندرو بوتیچلی، آندرئا مانتنیا، ژان اونوره فراگونار و ژان باتیست سیمون شاردن است.

## نگارخانه

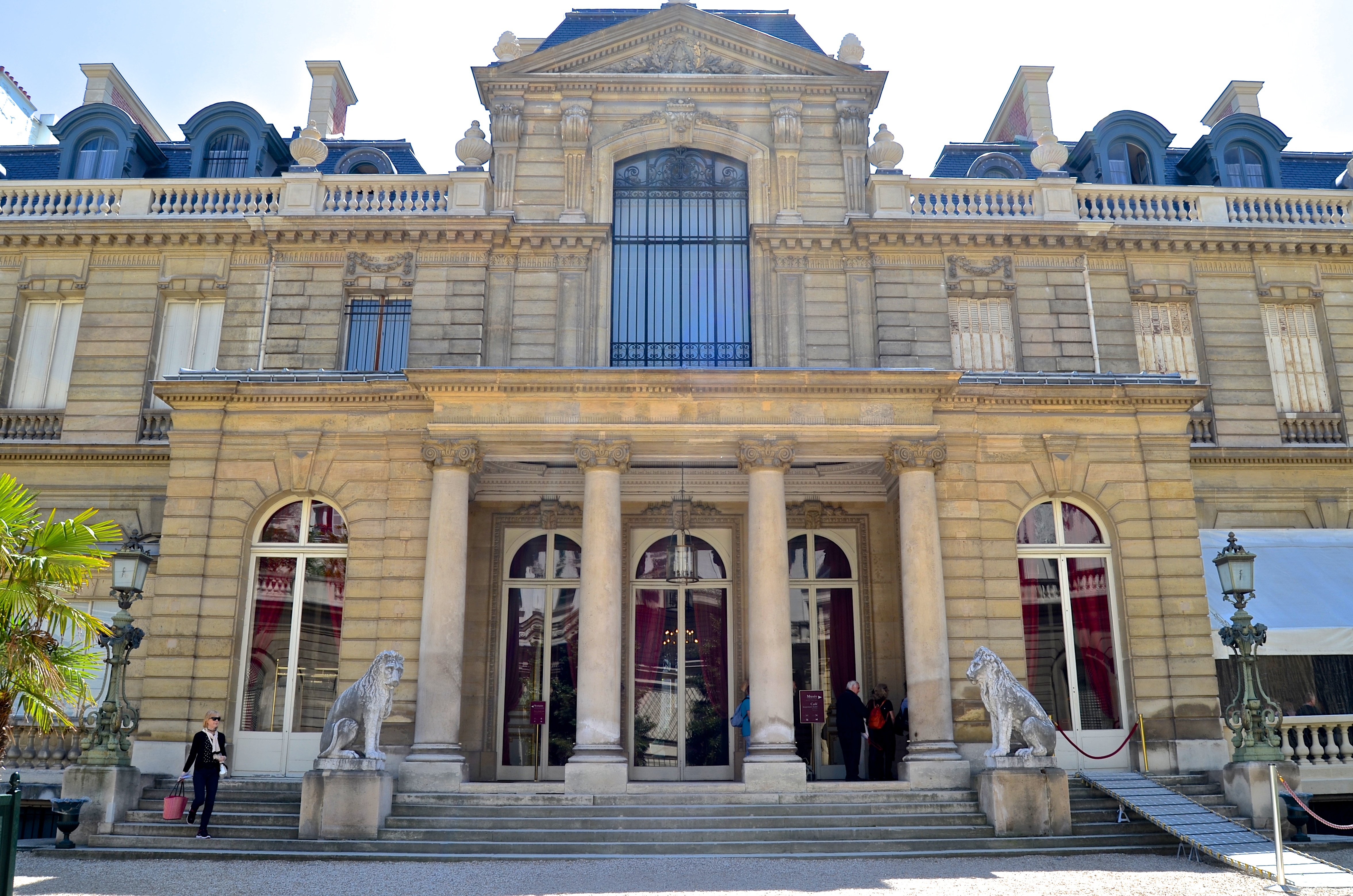
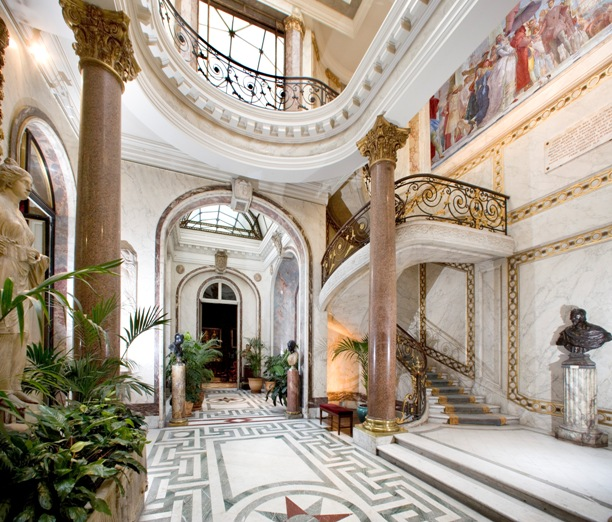
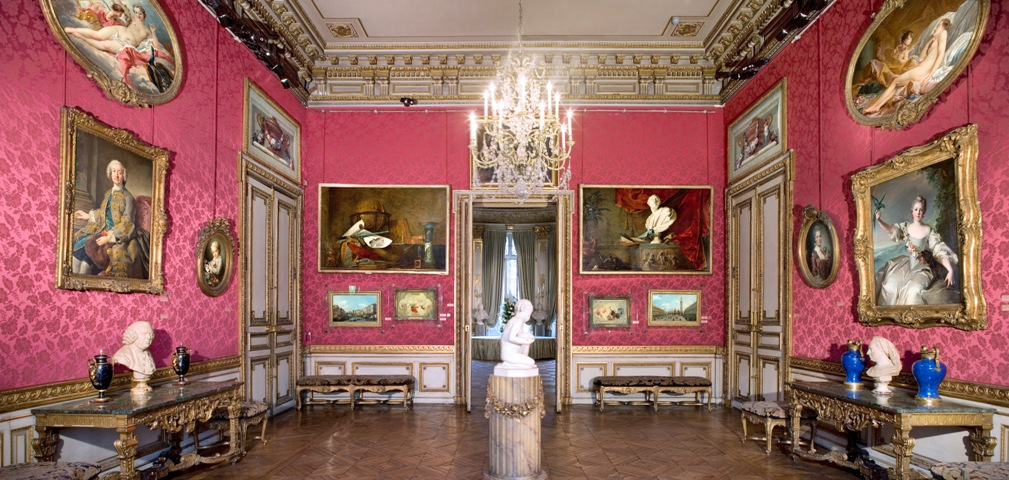
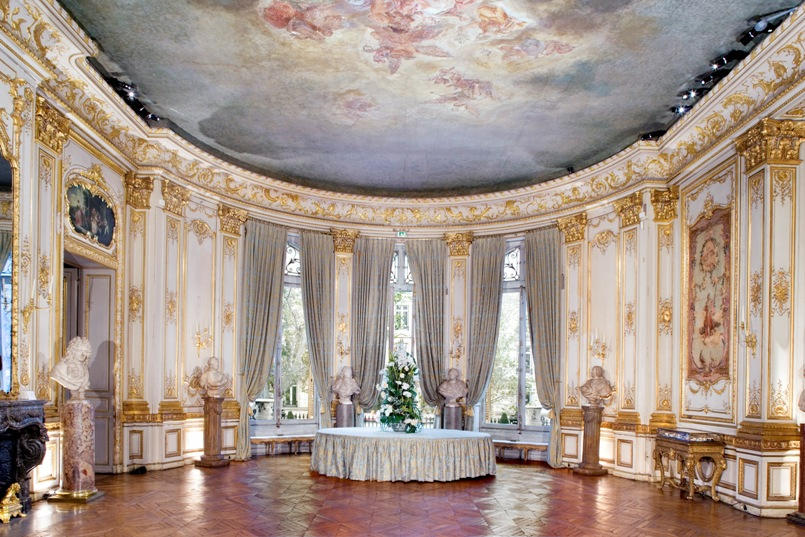
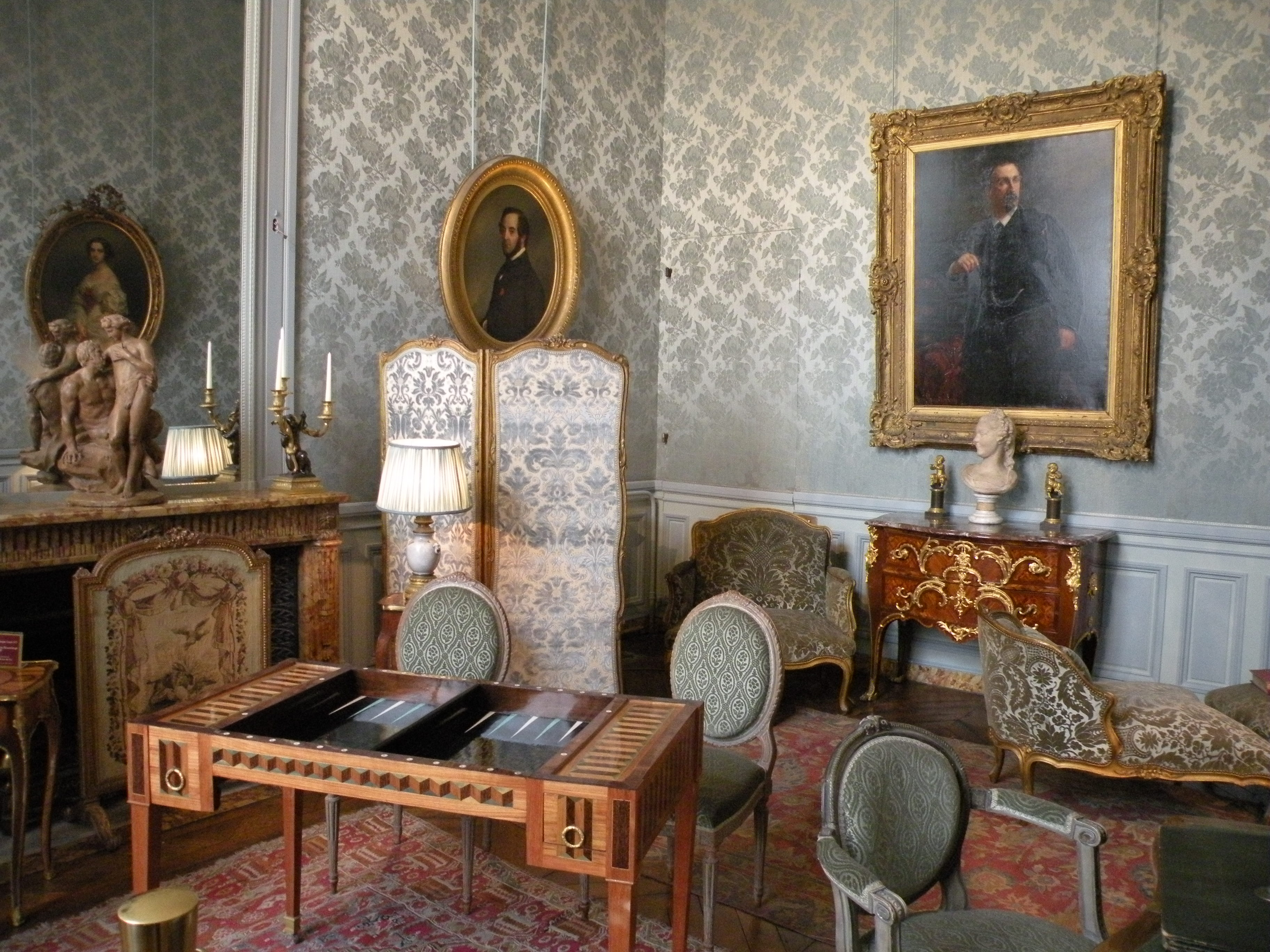
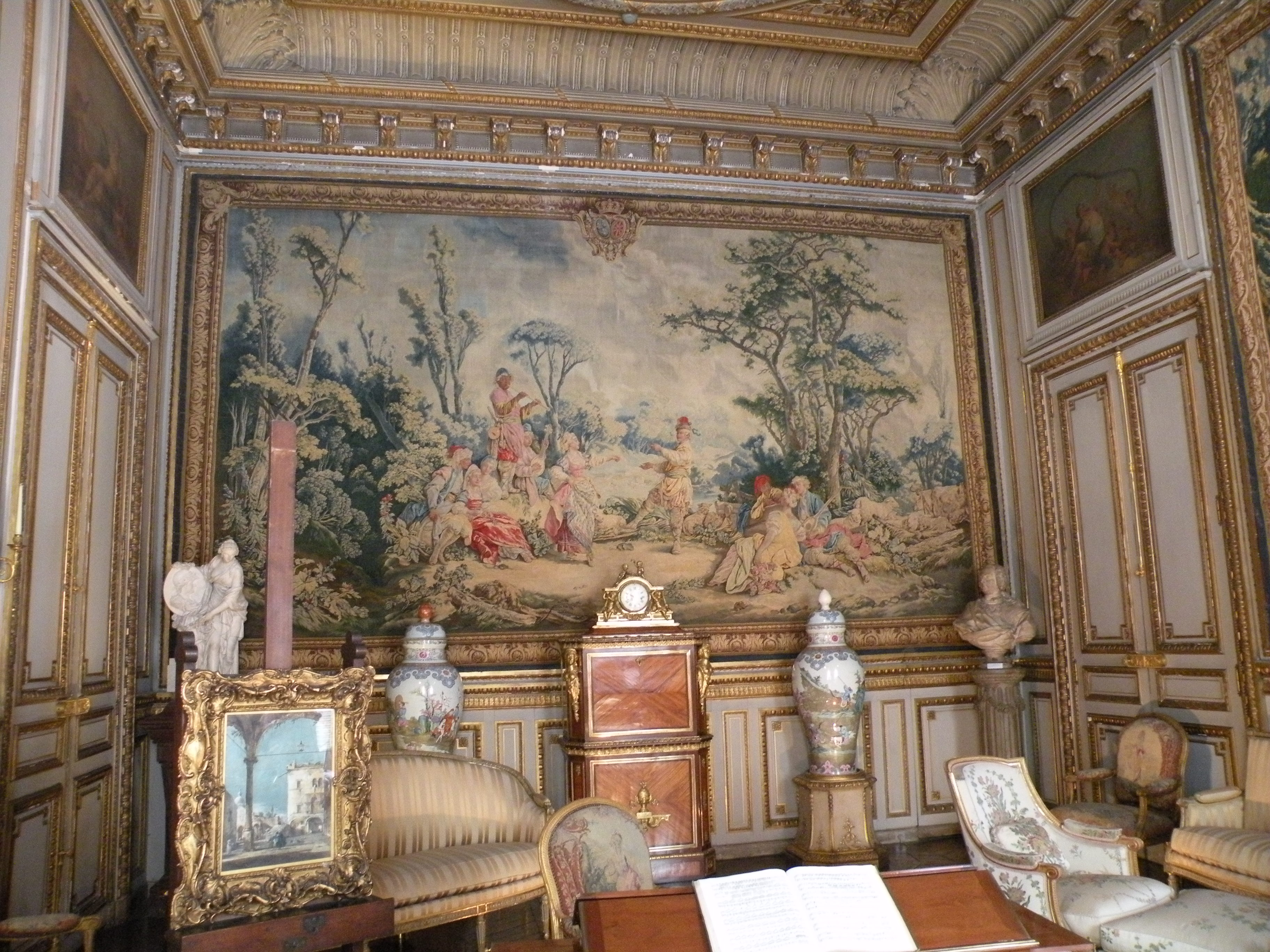
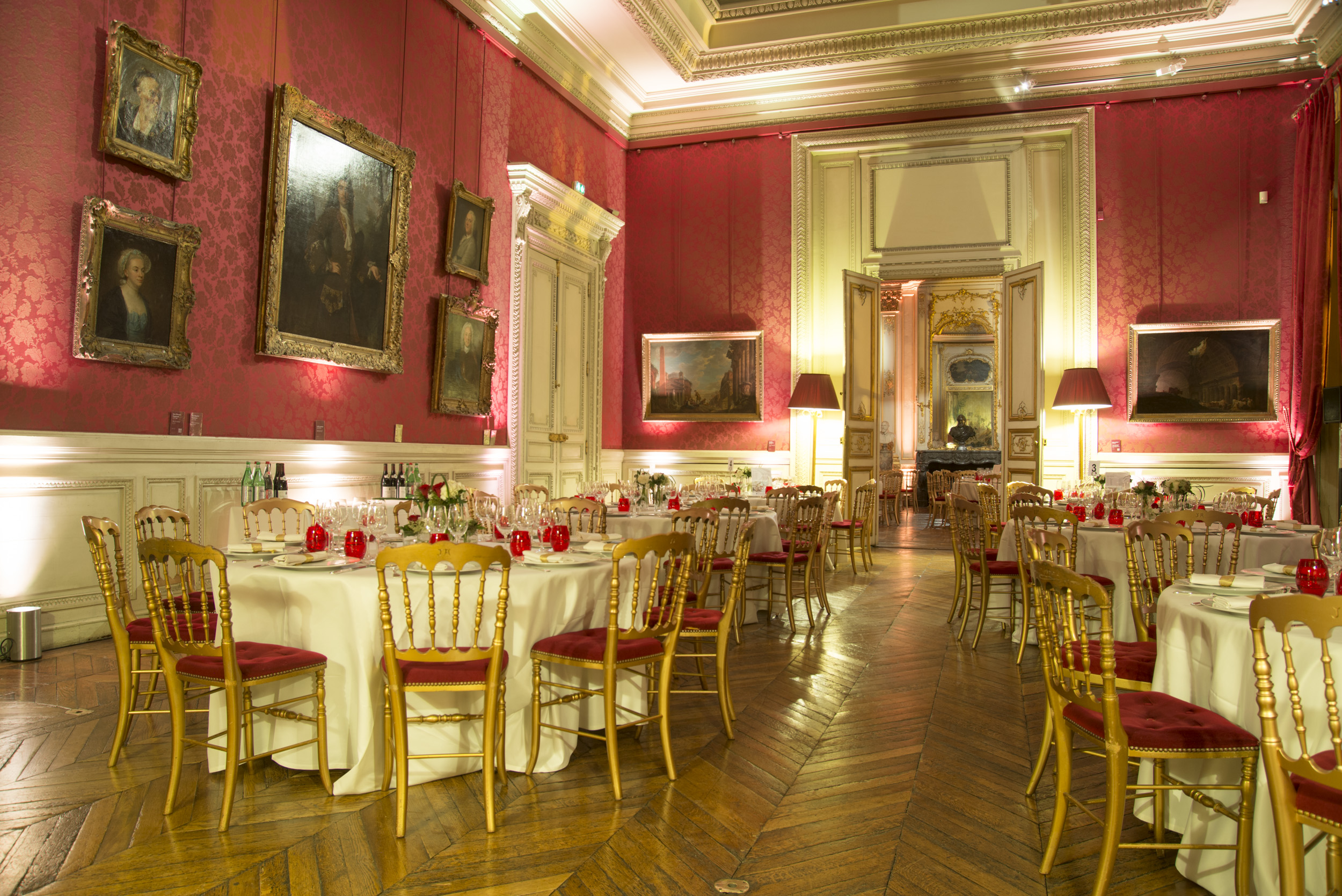
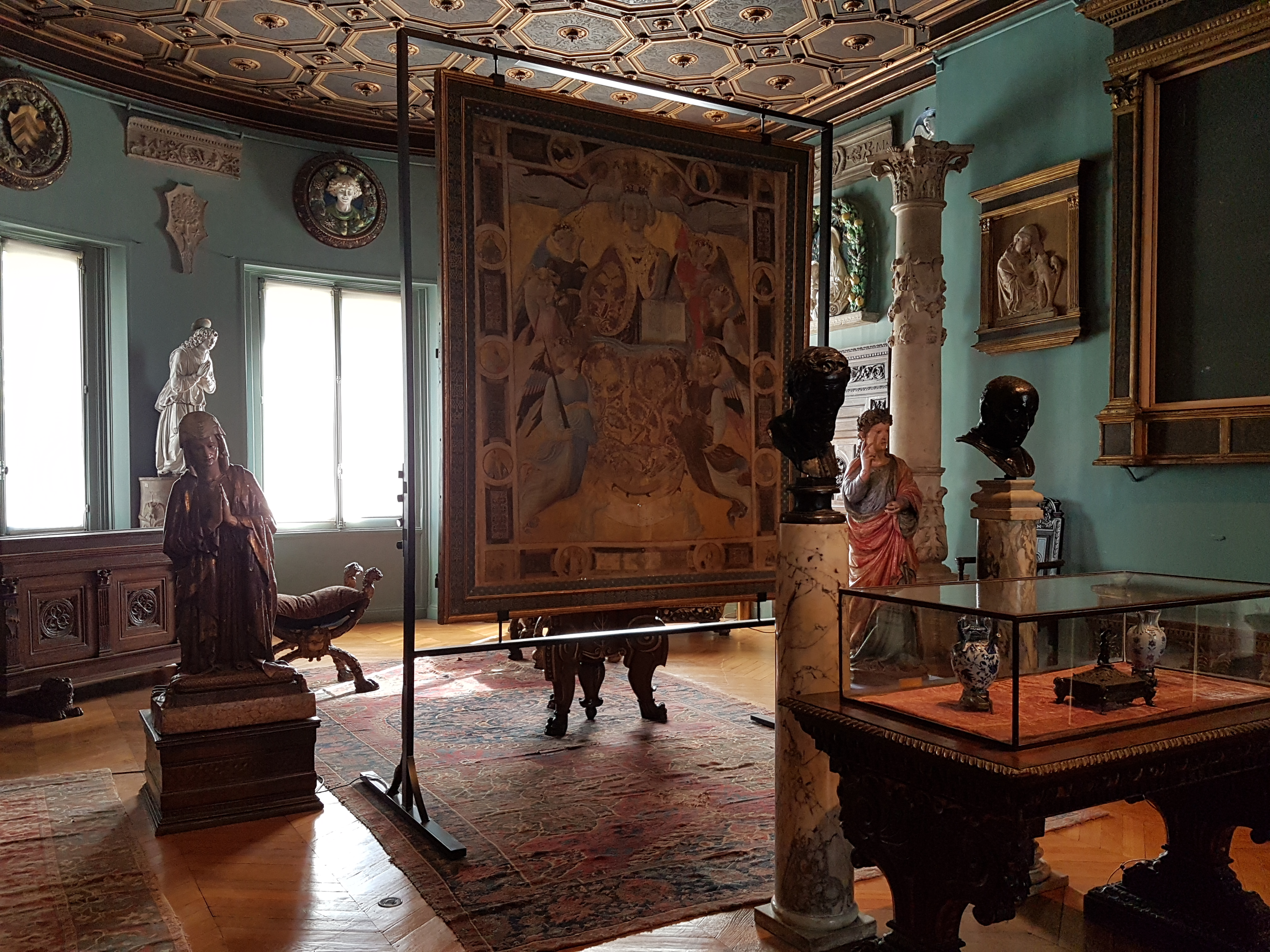
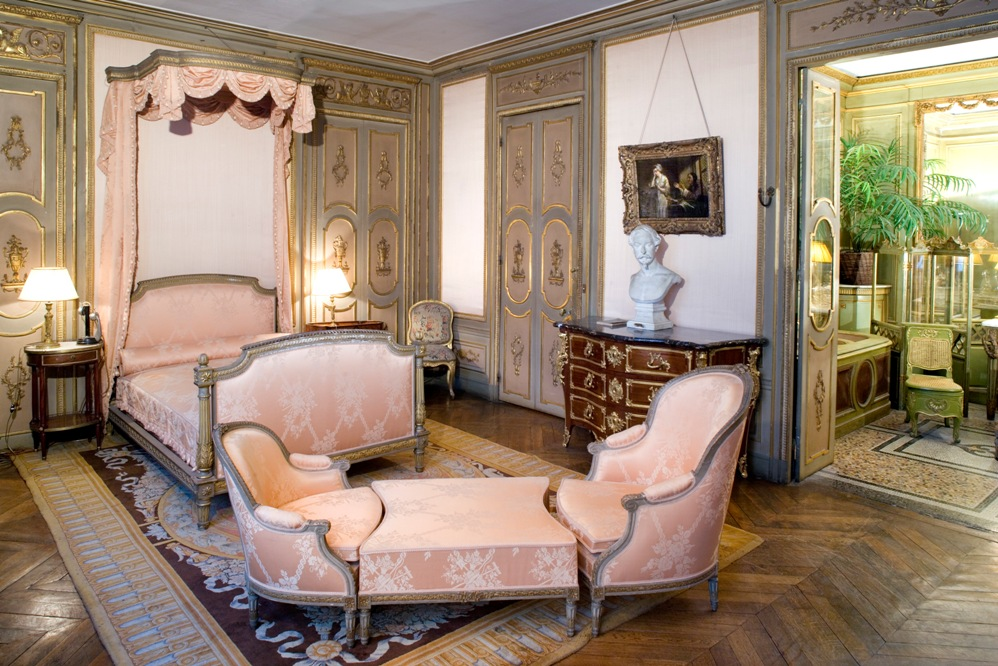